# Галерија савремене уметности у Смедереву
Галерија савремене уметности у Смедереву изложбени је простор саграђен 1928. године на централном градском Тргу републике. Зграда је првобитно служила као хотел, а садашњу намену добија после Другог светског рата и национализације приватне имовине у тадашњој Југославији. Архитектонско решење грађевине дело је архитекте Милије Нинића. Године 2005. године галерија је припојена градском музеју.